# Degaußer
Ein Degaußer, Degausser (von Gauß (Einheit) bzw. der englischen Schreibweise Gauss) oder Entmagnetisierer ist ein Gerät, mit dessen Hilfe magnetische Datenträger durch Entmagnetisierung gelöscht werden können. 
In einem Degaußer wird der Datenträger einem starken Magnetfeld ausgesetzt. Die NSA hält (Stand 2025) eine magnetische Flussdichte von mindestens 3 Tesla für notwendig, um moderne Festplatten zuverlässig zu löschen.
Da bei der Löschung nicht nur der eigentliche Datenspeicher, sondern beispielsweise bei Festplatten auch Servo- und Wartungs-Informationen gelöscht werden, ist auch eine intakte Festplatte nach dem Löschvorgang im Degaußer zerstört. Neben Festplatten können jegliche magnetische Datenträger wie Magnetbänder, Disketten und Magnetkarten gelöscht werden.
Im Handel sind Geräte als Handgerät – ähnlich einem Barcode-Scanner – bis hin zu Standgeräten in Schränken erhältlich.